# ペネロペ・クルス
ペネロペ・クルス、本名ペネロペ・クルス・サンチェス（Penélope Cruz、Penélope Cruz Sánchez スペイン語: [peˈnelope kɾuθ ˈsantʃeθ], 1974年4月28日 - ）は、スペインの女優。夫は俳優のハビエル・バルデム。身長162cm。「ペネロペ」の英語圏での発音は「ペネロピー」となる。

## 生い立ち
マドリード県アルコベンダスにて生まれる。父エドゥアルド・クルスは商人、母エンカルナ・サンチェスは美容師。妹は元ダンサー現女優のモニカ・クルス、弟は歌手のエドゥアルド・クルス・ジュニア。
高校を中退し、国立芸術院で9年間、ニューヨークで4年間クラシックバレエやスペイン舞踊を学ぶ。
15歳の時に約300人の中からタレント・エージェンシーのオーディションで選ばれる。

## キャリア
1991年にフランスのテレビシリーズに出演後、1992年にスペイン映画『ハモンハモン』で映画デビュー。
1998年公開の『美しき虜』でゴヤ賞主演女優賞を受賞。同年公開のペドロ・アルモドバル監督の『オール・アバウト・マイ・マザー』で国際的に知られるようになる。その後、ハリウッドに招かれ、アメリカ映画にも出演するようになるが、典型的なラテン系の役ばかりで良い評価は得られなかった。
2006年公開のスペイン映画『ボルベール〈帰郷〉』でカンヌ国際映画祭女優賞、ヨーロッパ映画賞最優秀女優賞などを受賞。また、スペイン人女優として初めてアカデミー主演女優賞にもノミネートされた。
2007年には弟エドゥアルドのシングル「Cosas que contar」のミュージックビデオに妹のモニカやミア・マエストロと共に出演。同年10月、出演しているロレアルのマスカラのCMでイギリスの広告基準局ASAから監査が入った。同CMでは「まつげを60％長くする」と宣伝しているが、CM撮影ではペネロペが付けまつげをしていることから、誤解を招くと指摘された。
2008年公開のウディ・アレン監督の『それでも恋するバルセロナ』でアカデミー助演女優賞を受賞した。これはラテン系女優として二人目、スペイン人俳優として二人目、スペイン人女優として初めての受賞者となった。また、英国アカデミー賞 助演女優賞、ゴヤ賞助演女優賞なども受賞。翌年にはロブ・マーシャル監督のミュージカル映画『NINE』で2年連続のアカデミー助演女優賞ノミネートを獲得。
2010年代に入っても幅広いジャンルで活動を続け、『パイレーツ・オブ・カリビアン/生命の泉』（2011年）や『オリエント急行殺人事件』（2017年）といったハリウッドの超大作から『誰もがそれを知っている』（2018年）や『ペイン・アンド・グローリー』（2019年）といった祖国の文芸作品まで幅広く出演。
2021年にはペドロ・アルモドバル監督の『パラレル・マザーズ』でヴェネツィア国際映画祭 女優賞を受賞し、アカデミー主演女優賞に再びノミネートされる。同年には夫のハビエル・バルデムも『愛すべき夫妻の秘密』で主演男優賞にノミネートされており、夫婦揃ってのノミネートとなった。

## 私生活
スペイン語、英語の他にイタリア語、フランス語が堪能で、イタリア映画『赤いアモーレ』やフランス映画『花咲ける騎士道』にも出演。
2000年、『すべての美しい馬』を撮影終了後、ベジタリアンに転向。
インドの少女たちを救うサベラ基金を支援し、他の著名人とともに、カルカッタのホームレスや結核の少女たちに学校や家、クリニックを建設した。
女優のサルマ・ハエック、歌手のシャキーラと仲が良い。
過去に俳優のマット・デイモンやトム・クルーズ、ニコラス・ケイジ、マシュー・マコノヒーなどとの交際歴がある。
2010年7月、度々共演し、旧知の仲であったスペイン人俳優のハビエル・バルデムと結婚。同年9月半ば、妊娠4か月半であることを代理人を通して発表した。2011年1月21日、ロサンゼルスの病院にて第一子となる男の子（レオナルド）を出産した。2013年2月には、第二子を妊娠していることが分かり、2013年7月22日に女の子（ルナ）を出産した。

## 主な出演作品

### 映画
| 年   | 日本語題 原題                                                                     | 役名                       | 備考 | 吹き替え                                          |
| ---- | --------------------------------------------------------------------------------- | -------------------------- | --- | ------------------------------------------------- |
| 1992 | ハモンハモン Jamon, jamon                                                         | シルビア                   | |                                                   |
| 1992 | ベルエポック Belle epoque                                                         | ルス                       | |                                                   |
| 1994 | 捕らわれた唇 Entre rojas                                                          | ルシア                     | DVDスルー |                                                   |
| 1996 | 17歳 Brujas                                                                       | パトリシア                 | |                                                   |
| 1996 | フレネシ-愛じゃない、それは熱- Más que amor, frenesí                              | ラウラ                     | |                                                   |
| 1996 | ペネロペ・クルスの 抱きしめたい! Amor perjudica seriamente la salud, El           | ディアナ                   | VHS&DVDスルー | 石塚理恵                                          |
| 1996 | ペネロペ･クルス/情熱の処女 ～スペインの宝石～ Celestina, La                       | メリベア                   | |                                                   |
| 1997 | ライブ・フレッシュ Carne tremula                                                  | イサベル                   | |                                                   |
| 1997 | オープン・ユア・アイズ Abre los ojos                                              | ソフィア                   | | 津村まこと                                        |
| 1998 | ドン・ジュアン Don Juan                                                           | マチュリーヌ               | DVDスルー |                                                   |
| 1998 | 美しき虜 Niña de tus ojos, La                                                     | マカレナ                   | ゴヤ賞主演女優賞受賞 DVDスルー |                                                   |
| 1998 | イフ・オンリー The Man with Rain in His Shoes                                     | ルイーズ                   | |                                                   |
| 1998 | ハイロー・カントリー The Hi-Lo Country                                            | ジョセファ・オニール       | | 小島幸子                                          |
| 1998 | オール・アバウト・マイ・マザー Todo sobre mi madre                                | シスター・ロサ             | | 野々村のん                                        |
| 1999 | 裸のマハ Volaverunt                                                               | ペピータ・トゥドー         | | 湯屋敦子                                          |
| 2000 | ウーマン・オン・トップ Woman on Top                                               | イサベラ                   | | 山像かおり                                        |
| 2000 | すべての美しい馬 All the Pretty Horses                                            | アレハンドラ               | | 石塚理恵                                          |
| 2001 | ブロウ Blow                                                                       | マーサ・ユング             | | 辺見えみり（ソフト版） 唐沢潤（WOWOW版）          |
| 2001 | コレリ大尉のマンドリン Captain Corelli's Mandolin                                 | ペラギア                   | | 日野由利加                                        |
| 2001 | ウェルカム!ヘヴン Sin noticias de Dios                                            | カルメン・ラモス           | | 湯屋敦子                                          |
| 2001 | バニラ・スカイ Vanilla Sky                                                        | ソフィア                   | | 小林さやか                                        |
| 2003 | ボブ・ディランの頭のなか Masked and Anonymous                                     | ペイガン・レース           | | （吹き替え版なし）                                |
| 2003 | 花咲ける騎士道 Fanfan la tulipe                                                   | アドリーヌ                 | | 三石琴乃                                          |
| 2003 | ゴシカ Gothika                                                                    | クロエ・サバ               | | 高橋理恵子                                        |
| 2004 | 赤いアモーレ Non ti muovere                                                       | イタリア                   | | （吹き替え版なし）                                |
| 2004 | トリコロールに燃えて Head in the Clouds                                           | ミア                       | | 朴璐美                                            |
| 2004 | NOEL ノエル Noel                                                                  | ニーナ                     | | 朴璐美                                            |
| 2005 | サハラ 死の砂漠を脱出せよ Sahara                                                  | エバ・ロハス               | | 藤本喜久子（ソフト版） 日野由利加（テレビ東京版） |
| 2006 | ボルベール〈帰郷〉 Volver                                                         | ライムンダ                 | ゴヤ賞主演女優賞受賞 アカデミー主演女優賞ノミネート ゴールデングローブ賞 主演女優賞 (ドラマ部門)ノミネート 英国アカデミー賞 主演女優賞ノミネート | 林真里花                                          |
| 2006 | バンディダス Bandidas                                                             | マリア・アルバレス         | DVDスルー | 根谷美智子                                        |
| 2007 | 恋愛上手になるために The Good Night                                               | アンナ/メロディア          | | （吹き替え版なし）                                |
| 2007 | マノレテ 情熱のマタドール Manolete                                                | アントニア・“ルーペ”・シノ | DVDスルー |                                                   |
| 2008 | エレジー Elegy                                                                    | コンスエラ・カスティーリョ | | 岡寛恵                                            |
| 2008 | それでも恋するバルセロナ Vicky Cristina Barcelona                                 | マリア・エレーナ           | アカデミー助演女優賞受賞 英国アカデミー賞 助演女優賞受賞 ゴヤ賞助演女優賞受賞 ゴールデングローブ賞 助演女優賞ノミネート                          | 田中敦子                                          |
| 2009 | スパイアニマル・Gフォース G-Force                                                 | フアレス                   | 声の出演 | 本田貴子                                          |
| 2009 | 抱擁のかけら Los abrazos rotos                                                    | マグダレーナ               | ゴヤ賞主演女優賞ノミネート | 岡寛恵                                            |
| 2009 | NINE Nine                                                                         | カルラ・アルバネーゼ       | アカデミー助演女優賞ノミネート ゴールデングローブ賞 助演女優賞ノミネート                                                                         | 花村さやか                                        |
| 2010 | セックス・アンド・ザ・シティ2 Sex and the City 2                                  | カルメン                   | カメオ出演 | 堀江真理子                                        |
| 2011 | パイレーツ・オブ・カリビアン/生命の泉 Pirates of the Caribbean: On Stranger Tides | アンジェリカ               | | 本田貴子                                          |
| 2012 | ローマでアモーレ To Rome with Love                                                | アンナ                     | | （吹き替え版なし）                                |
| 2012 | ある愛へと続く旅 Venuto al mondo                                                  | ジェンマ                   | | （吹き替え版なし）                                |
| 2013 | アイム・ソー・エキサイテッド! Los amantes pasajeros                               |                            | カメオ出演 |                                                   |
| 2013 | 悪の法則 The Counselor                                                            | ラウラ                     | | 本名陽子                                          |
| 2015 | あなたのママになるために Ma ma                                                    | マグダ                     | ゴヤ賞主演女優賞ノミネート WOWOWジャパンプレミアにて放映                                                                                         |                                                   |
| 2016 | ズーランダー NO.2 Zoolander No.2                                                  | バレンティナ・バレンシア   | DVDスルー | 井上喜久子                                        |
| 2016 | ザ・ブラザーズ・グリムズビー Grimsby                                              | ロンダ                     | |                                                   |
| 2016 | La reina de España                                                                | マカレナ・グラナダ         | 兼製作 | N/A                                               |
| 2017 | オリエント急行殺人事件 Murder on the Orient Express                               | ピラール・エストラバドス   | | 高橋理恵子                                        |
| 2018 | 誰もがそれを知っている Todos lo saben                                             | ラウラ                     | ゴヤ賞主演女優賞ノミネート | （吹き替え版なし）                                |
| 2019 | ペイン・アンド・グローリー Dolor y gloria                                         | ジャシンタ・マロ           | | （吹き替え版なし）                                |
| 2019 | WASP ネットワーク Wasp Network                                                    | オルガ・ゴンザレス         | | （吹き替え版なし）                                |
| 2021 | パラレル・マザーズ Madres paralelas                                               | ジャニス                   | | （吹き替え版なし）                                |
| 2021 | コンペティション Competencia oficial                                              | ローラ・クエバス           | 兼製作総指揮 | （吹き替え版なし）                                |
| 2022 | 355 The 355                                                                       | グラシエラ                 | | 本田貴子                                          |
| 2022 | 無限の広がり L'immensità                                                          | クララ                     | |                                                   |
| 2022 | En los márgenes                                                                   | Azucena                    | 兼製作 | N/A                                               |
| 2023 | フェラーリ Ferrari                                                                | ラウラ・フェラーリ         | | 高橋理恵子                                        |
| 2025 | ザ・ブライド!（原題） The Bride!                                                  | マーナ                     | 撮影中 |                                                   |

### テレビシリーズ
| 年   | 日本語題 原題                                                                                               | 役名                   | 備考           | 吹き替え |
| ---- | --- | ---------------------- | -------------- | -------- |
| 2018 | アメリカン・クライム・ストーリー/ヴェルサーチ暗殺 The Assassination of Gianni Versace: American Crime Story | ドナテラ・ヴェルサーチ | メインキャスト | 皆川純子 |

### CM
※日本でテレビ放映されたもののみ記載
- 日本リーバ「LUX スーパーリッチ」（2000年 - 2003年）[17]
- ラブルネッサンス（2004年）[17]
- 日本ロレアル（2008年）[17]
- ネスレ日本「ネスカフェ・イタリアンエスプレッソ」（2009年）[17]
- Emirates「FLY BETTER」（2023年 - ）[17]

## 主な受賞
- アカデミー賞
  - 2008年度 助演女優賞 『それでも恋するバルセロナ』
- ゴヤ賞
  - 1998年度 主演女優賞 『美しき虜』
  - 2006年度 主演女優賞 『ボルベール〈帰郷〉』
  - 2008年度 助演女優賞 『それでも恋するバルセロナ』
- 英国アカデミー賞
  - 2008年度 助演女優賞 『それでも恋するバルセロナ』
- ヨーロッパ映画賞
  - 2004年度 観客賞（女優賞） 『赤いアモーレ』
  - 2006年度 女優賞 『ボルベール〈帰郷〉』
- カンヌ国際映画祭
  - 2006年度 女優賞 『ボルベール〈帰郷〉』
- 英国エンパイア映画賞
  - 2006年度 女優賞 『ボルベール〈帰郷〉』
- ハリウッド映画祭
  - 2006年度 女優賞
- ロサンゼルス映画批評家協会賞
  - 2008年度 助演女優賞 『それでも恋するバルセロナ』
- ニューヨーク映画批評家協会賞
  - 2008年度 助演女優賞 『それでも恋するバルセロナ』
- ドノスティア賞
  - 2019年

## 関連書籍
- 『オールアバウト ペネロペ・クルス』（ブランドン・ハースト著、奥 めぐみ 訳、ACクリエイト 2010年3月）